# 天啓 (明)

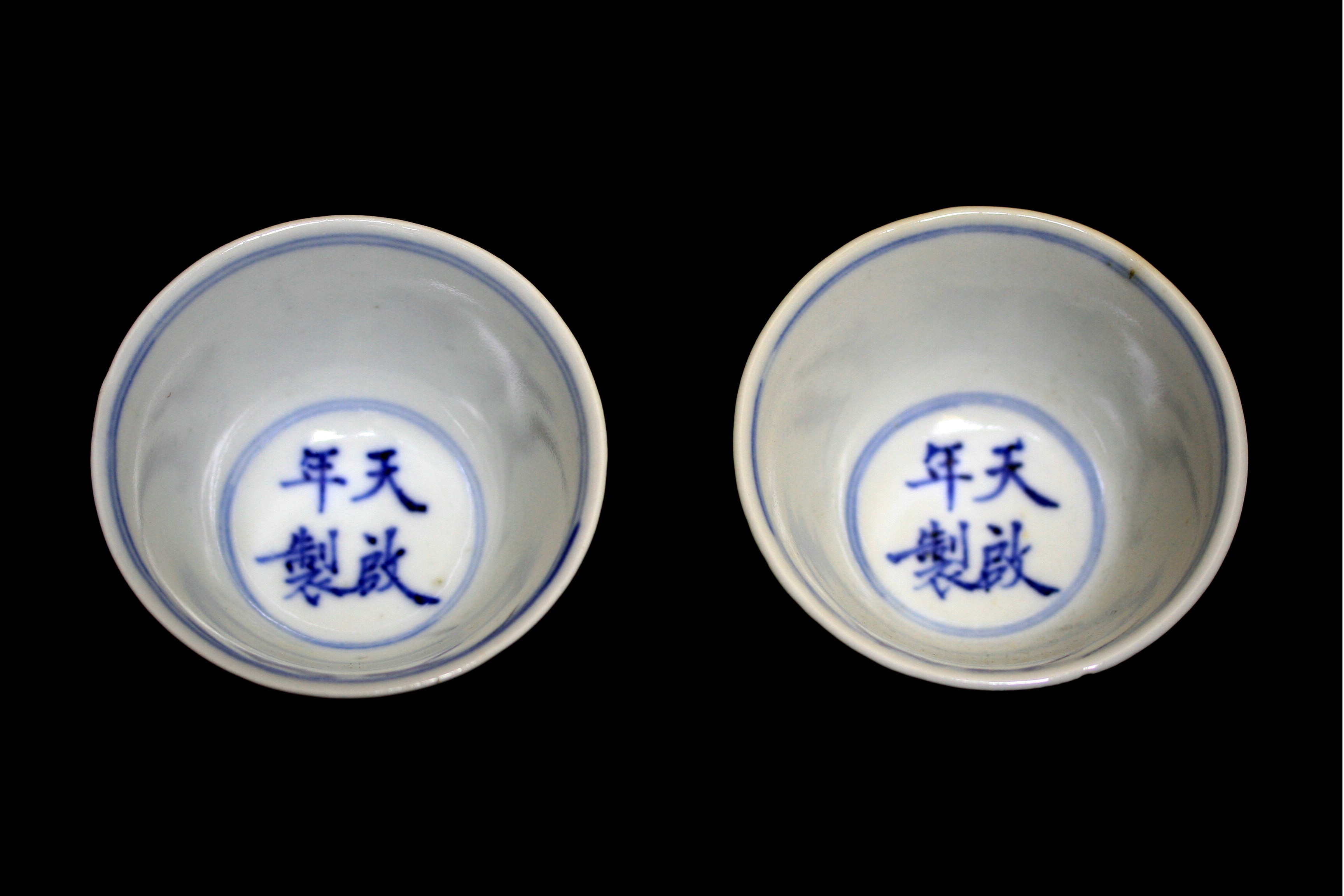
天啓年製と書かれた茶器

天啓（てんけい）は中国、明の元号（1621年 - 1627年）。第16代皇帝熹宗の在位中に使われた。このため熹宗は天啓帝と呼ばれる。

## 西暦との対照表
| 天啓 | 元年   | 2年    | 3年    | 4年    | 5年    | 6年    | 7年    |
| 西暦 | 1621年 | 1622年 | 1623年 | 1624年 | 1625年 | 1626年 | 1627年 |
| 干支 | 辛酉   | 壬戌   | 癸亥   | 甲子   | 乙丑   | 丙寅   | 丁卯   |

## その他
- この時代に作られた赤絵磁器を真似たものを、天啓と呼ぶことがある。